# James Cox (uitvinder)
James Cox (1723–1800) was een Britse juwelier en goudsmid.

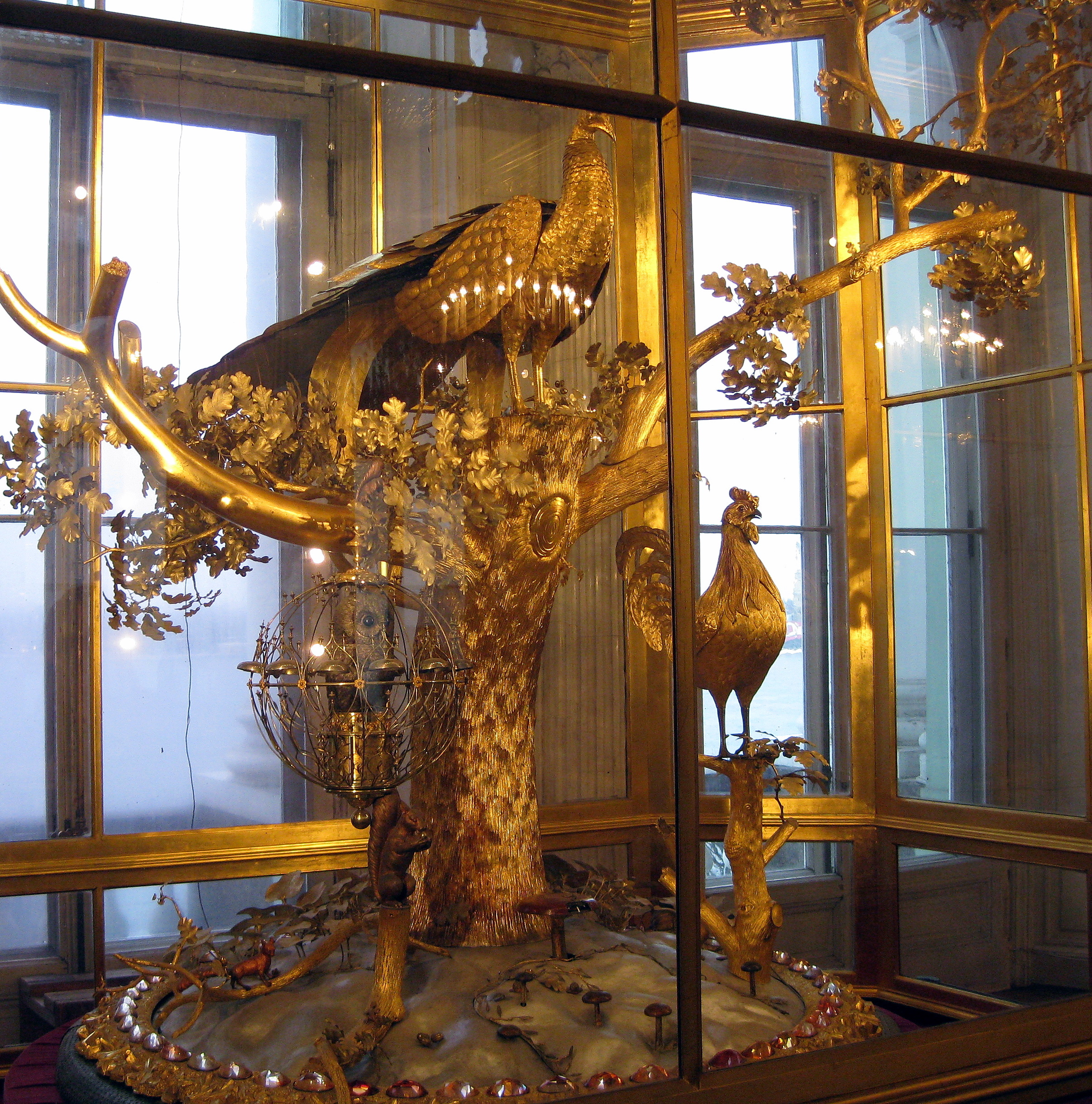
Der Pfau Uhr im Hermitage

Hij werd bekend door het maken van een mechanische klok die op luchtdrukverschillen werkte, waaronder het Cox' uurwerk en The Peacock Clock, die in het Hermitage in Sint-Petersburg staat.